# Otto Wagner
Otto Koloman Wagner (Vienna, 13 luglio 1841 – Vienna, 11 aprile 1918) è stato un architetto e urbanista austriaco.

## Biografia
Otto Koloman Wagner nasce a Penzing, un piccolo sobborgo di Vienna, il 13 luglio 1841. Proveniente da una famiglia della ricca borghesia asburgica, figlio di Rudolf Wagner, notaio presso la corte reale ungherese, e di Susanne von Helffenstorffer-Hueber, rimane orfano di padre a soli cinque anni e viene educato da precettori privati. A partire dal 1850 frequenta l'Akademisches Gymnasium di Vienna, mostrando già notevoli capacità nell'arte del disegno e dell'architettura; successivamente continua gli studi presso l'abbazia di Kremsmünster. Nel 1857 si iscrive al Polytechnisches Institut viennese e dopo tre anni si trasferisce a Berlino per frequentare la Königliche Bauakademie. I suoi studi tuttavia terminano di nuovo a Vienna presso l'Accademia di belle arti, dove è allievo dei due progettisti dell'Opera: Eduard van der Nüll e August Sicard von Sicardsburg.

### Gli esordi
Nel 1862 entra nell'atelier dell'architetto viennese Ludwig von Fӧrster, ma in breve tempo riesce ad ottenere numerosi incarichi che gli consentono di professare il mestiere autonomamente.

Due anni più tardi sposa Josefine Domhart da cui avrà tre figli: Otto, Robert e Susanna. Negli anni immediatamente successivi realizza a Vienna diversi edifici molti dei quali per uso residenziale e in particolare case d'affitto.
Raggiunge la vera e propria notorietà in patria con la partecipazione all'allestimento di due cortei: il primo del 1879 in onore delle nozze d'argento del l'imperatore Francesco Giuseppe e dell'imperatrice Elisabetta (Sissi), e il secondo, due anni più tardi, per le nozze della principessa belga Stefania con il principe ereditario Rodolfo.

### Gli anni ottanta
La volontà di Wagner era quella di combinare in un insieme coerente la maestosità degli stili storici e le necessità funzionali moderne. Questo intento è chiaramente visibile in opere come la sede dell'Ӧsterreichische Lӓnderbank a Vienna, dove monumentalità e funzionalità, storicismo e modernità si combinano armonicamente.
In questi anni inizia inoltre la stesura di tre volumi intitolati Einige Skizzen, Projekte und ausgeführte Bauwerke, editi rispettivamente nel 1889, 1897 e 1906 -un volume sarà pubblicato postumo nel 1922- in cui sono contenuti tutti i suoi progetti e le sue opere. Fine ultimo di questa grande impresa è tramandare le sue aspirazioni artistiche: adattare il patrimonio formale del passato al moderno principio di funzionalità, in uno stile che egli stesso definiva come «un certo libero Rinascimento che il nostro Genius Loci ha accolto in sé».
Nel 1881, dopo aver divorziato dalla prima moglie, sposa in seconde nozze Louise Stiffel, dalla quale avrà altri tre figli: Stefan, Louise e Christine.

### Gli anni novanta e la secessione
Nel 1894 Wagner viene nominato professore ordinario e direttore di un corso di specializzazione in architettura presso l'Accademia delle Belle Arti di Vienna dove resterà fino al 1912. Nella sua lunga attività di docente avrà allievi architetti come Josef Hoffmann, Karl Ehn, Rudolf Michael Schindler.
È con la carriera didattica che Wagner sente l'esigenza di sistematizzare le sue idee sull'architettura e si fa autore del suo scritto più noto intitolato Moderne Architektur che, edito nel 1896, riscuote subito un grande successo sia in patria che all'estero.
L'opera, divisa in cinque capitoli - l'architetto, lo stile, la composizione, la costruzione e la prassi artistica – si presenta come una guida verso i suoi allievi nel settore artistico dell'architettura ed è basata essenzialmente sul principio secondo il quale non può essere bello qualcosa che non sia funzionale.
(Tratto dal Moderne Architektur, Capitolo 2. 'Lo Stile')
In questi anni Wagner ha la possibilità di confrontarsi con le tematiche presentate nella sua opera grazie alla realizzazione della metropolitana di Vienna e degli impianti lungo il Donaukanal, il braccio cittadino del Danubio. Di entrambi gli incarichi era diventato responsabile dopo aver vinto nel 1893 il concorso per il nuovo piano regolatore di Vienna.
Nel 1899 Wagner aderisce alla Secessione viennese, ovvero al movimento antiaccademico sorto in contrapposizione ai tradizionalisti del Künstlerhaus, esperienza che modifica molto la sua visione artistica e contamina le sue architetture negli anni a cavallo tra i due secoli. Ne è un chiaro esempio il complesso di tre case tra Linke Wienzeile e Kӧstlergasse, realizzato con la collaborazione degli artisti secessionisti Koloman Moser e Othmar Schimkowitz, il quale suscita aspre e feroci critiche.

Cinque anni più tardi Wagner esce dalla Secessione, seguito dall'amico Gustav Klimt e dall'allievo Josef Hoffmann.

### Il Novecento
Le opere che Wagner realizza a partire dai primi anni del Novecento fino all'inizio della Grande guerra abbandonano progressivamente lo stile ispirato alla Secessione e sembrano sempre più incarnare i principi di semplicità e funzionalità descritti, anni prima, nelle conclusioni della Moderne Architektur.
Le realizzazioni della chiesa di St. Leopold am Steinhof (1903-1907) e della sede della Kaiserlinch-Königliche Postsparkasse (1904-1912) stabiliscono un cambio di direzione nella ricerca dello "stile utile", che guarda sempre meno alla tradizione e sempre più all'innovazione e al futuro che si esprime attraverso un uso raffinato e originale di nuovi materiali e tecnologie.
In questi anni si dedica anche al progetto per il Palazzo della Pace a L'Aia e per la House of Glory a Washington che avrebbero potuto proiettare l'architetto sul proscenio internazionale ma che non saranno mai realizzate.
Wagner torna poi alla tipologia abitativa che gli aveva procurato grande soddisfazione ai suoi esordi e riprende a dedicarsi all'edificazione di case d'affitto. Il confronto tra queste e le case realizzate in passato rivela la grande evoluzione architettonica di questo artista che da un iniziale storicismo eclettico giunge infine a una sorprendente semplicità stereometrica.
Nel 1910 Wagner è invitato dalla Columbia University a tenere una relazione al congresso internazionale di arte urbana a New York, dove decide di presentare lo studio Die Großstadt (La Metropoli).
Wagner immagina una Vienna ampliata la cui crescita illimitata è dettata dall'arte che sola può contribuire a creare un lieto soggiorno per gli abitanti.
A partire dal 1915 Wagner, rimasto da poco vedovo, si dedica alla realizzazione del progetto per la Chiesa della Pace sulla Schmelz a Vienna, che sarà una delle sue ultime opere e che egli giudicò come uno dei suoi migliori lavori.

Muore l'11 aprile 1918 di erisipela (una malattia della pelle) e viene sepolto nella tomba di famiglia da lui stesso realizzata nel cimitero di Hietzing (Austria).

## Opere maggiori
Tra le opere per cui Wagner è maggiormente conosciuto si ricordano: la sede dell'Ӧsterreichische Lӓnderbank, la prima villa Wagner, le stazioni della metropolitana, la chiesa di St. Leopold am Steinhof e infine la sede della Kaiserlich-Kӧnigliche Postsparkasse.

### Banca postale
L'edificio progettato da Otto Wagner per ospitare la sede viennese dell'Österreichische Länderbank fu costruito tra il 1904 e il 1906.
Presenta una forma irregolare ottenuta attraverso l'intersezione di due rettangoli di cui quello all'interno, più grande, è ruotato di 45 gradi rispetto all'altro con cui è connesso tramite un vestibolo circolare, che crea una cerniera spaziale, risolvendo in positivo i difficili e stringenti vincoli generati dalla disposizione e forma irregolare del lotto.
La facciata principale è divisa in due blocchi, uno superiore, in stile corinzio, e uno basamentale, in stile neorinascimentale. Al contrario la facciata interna si differenzia da quella principale per la sua completa mancanza di decorazioni e ordini architettonici; i pilastri infatti sono trasformati in setti murari che proseguono oltre la linea di coronamento e racchiudono ampie superfici vetrate.

La sala centrale, dove si trovano gli sportelli aperti al pubblico, riprende un linguaggio classico combinato però con l'uso di un moderno telaio strutturale metallico.
Caratteristico è inoltre l'ampio lucernario in vetro che illumina anche il pavimento in vetro cemento e che garantisce la penetrazione della luce anche al livello inferiore.

### Villa Wagner

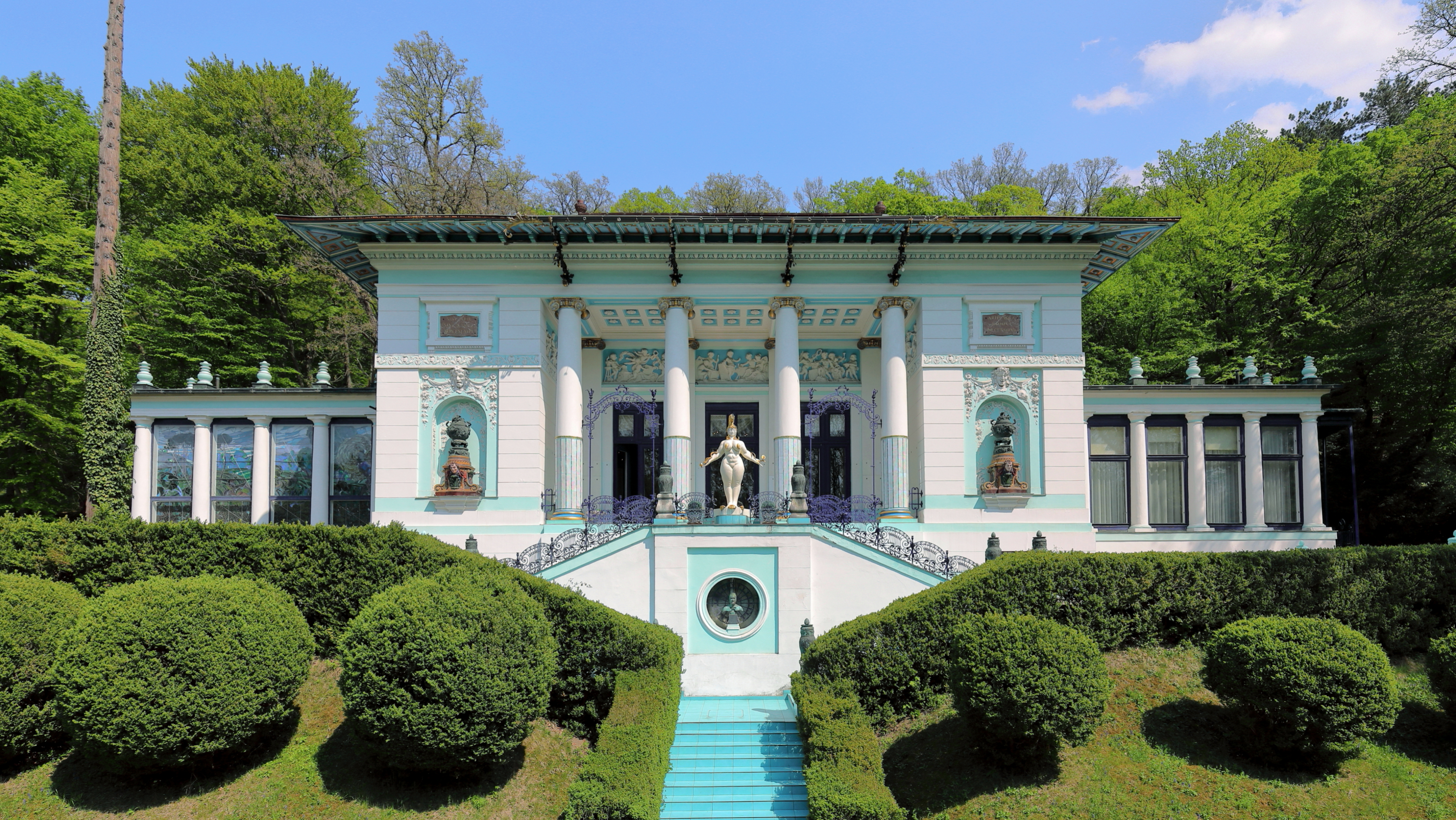
La prima "Villa Wagner"

Nel 1886 Wagner decide di costruire a Hütteldorf, poco fuori Vienna, una maestosa residenza estiva per sé e per la sua famiglia.
L'edificio, costruito in stile neopalladiano, ha una pianta simmetrica a forma di parallelepipedo affiancato da due logge laterali ed è circondato da un vasto giardino, anche quest'ultimo disegnato da Wagner.
Una grande scalinata funge da accesso al portico che è sostenuto da quattro maestose colonne.
La particolarità di questo ingresso è che sulle pareti laterali l'architetto ha fatto incidere due motti che rimandano ai due principi che stanno alla base del suo pensiero architettonico:
- funzionalità, "Artis sola domina necessitas";
- bellezza, "Sine arte sine amore non est vita".

### Stazioni della Stadtbahn

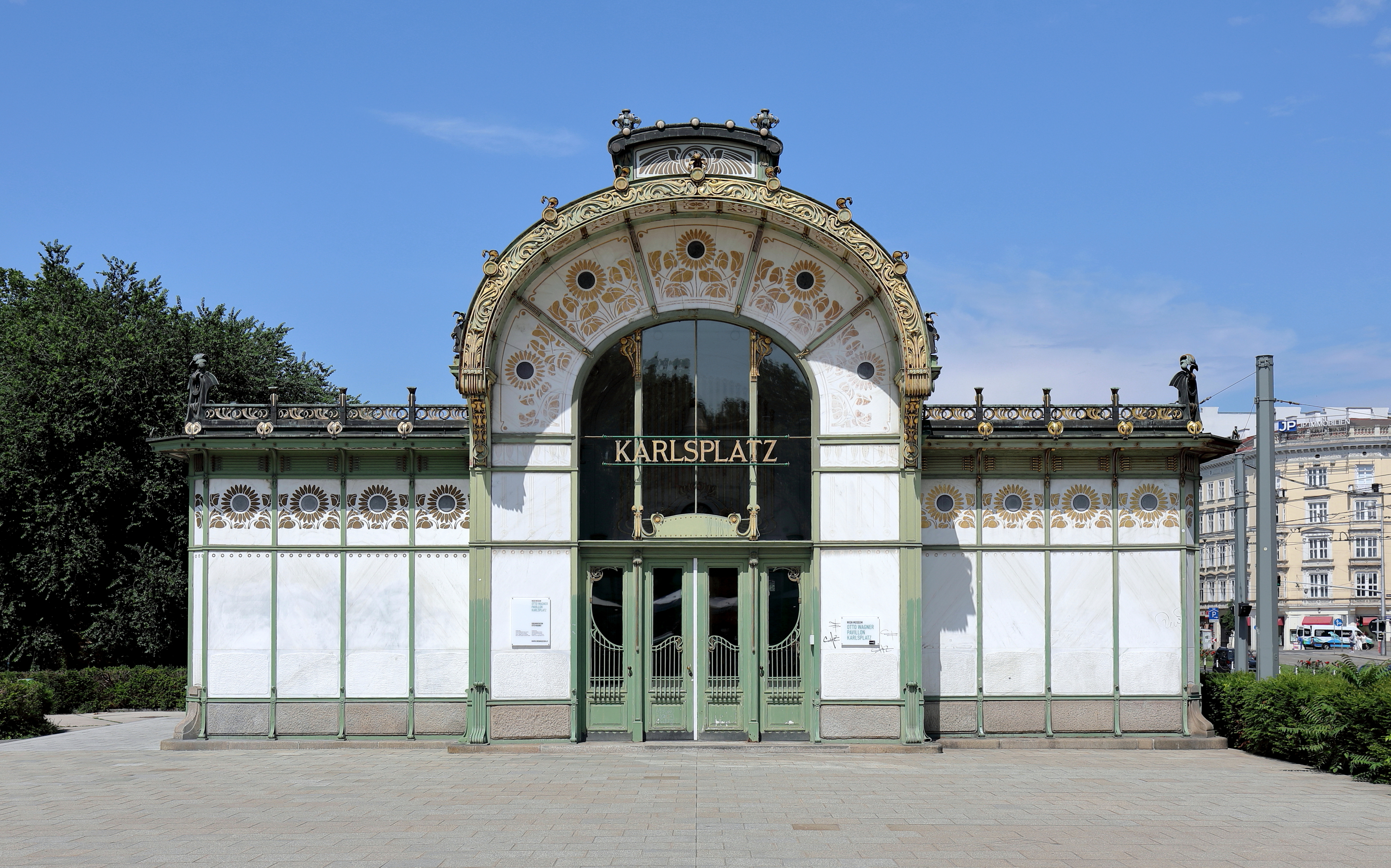
La stazione di Karlsplatz

Nel 1894 viene conferito a Wagner il titolo di Oberbaurat ovvero, consigliere superiore per l'edilizia del Comune. Wagner è nominato anche consigliere artistico della Commissione per il traffico di Vienna, ruolo che ricopre anche la realizzazione della ferrovia urbana cittadina.
Wagner si trova dunque a progettare tutta la rete ferroviaria nei tratti di superficie, sopraelevati e sotterranei. Pertanto tra il 1895 e il 1900 vengono costruite quattro linee ferroviarie per un totale di 45 km e con più di 30 stazioni: linea suburbana; linea del Gϋrtel; linea del Donaukanal-Wiental e linea del II distretto.
Tra le stazioni costruite meritano particolare attenzione le stazioni gemelle di Karlsplatz, nelle quali l'architetto sceglie di non utilizzare il blocco murario ma di lasciare a vista lo scheletro costruttivo in ferro, abbinato a marmo bianco con decorazioni floreali e coperto da una volta a botte in lamiera ondulata. Questa novità architettonica non è tuttavia apprezzata dai viennesi che conferiscono ironicamente a queste due stazioni il nome di le Gabbiette.
Di rilievo anche l'Hofpavillon Hietzing, la stazione imperiale della Stadtbahn concepita per l'uso esclusivo da parte di Francesco Giuseppe e del suo seguito, non prevista nei progetti della rete ferroviaria e costruita su iniziativa personale dello stesso Wagner; la struttura è oggi utilizzata come sede espositiva del Wien Museum.

### Chiesa di San Leopoldo (Kirche am Steinhof)

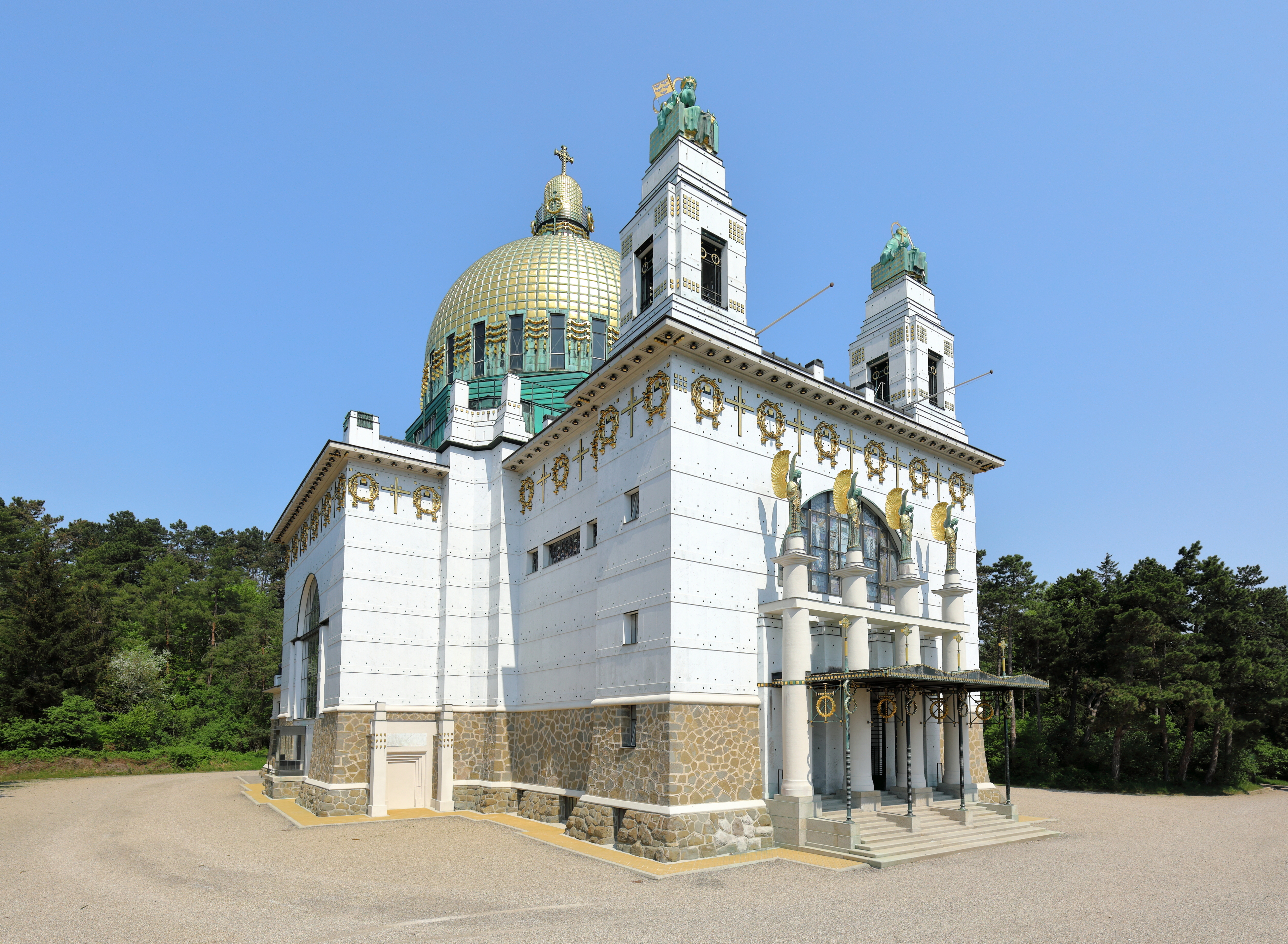
La chiesa di Steinhof

Nel 1902 l'amministrazione municipale decide di realizzare appena fuori Vienna un complesso per la cura delle malattie mentali, la Casa di cura della Bassa Austria.
Il progetto di questo complesso di edifici comprendeva anche una chiesa intitolata a San Leopoldo per la cui realizzazione viene indetto un concorso a inviti che viene vinto da Wagner. La costruzione inizia nel 1904 e termina, dopo tre anni, nell'ottobre 1907.
La chiesa, ubicata appena sopra a una collina, è a pianta centrale cruciforme, coperta da una cupola emisferica rivestita in rame. Rispetto all'esterno, che presenta un aspetto maestoso con grandi colonne sovrastate da angeli, l'interno è invece improntato alla funzionalità e alla semplicità: Wagner dedica grande attenzione agli arredi, alla visibilità dell'altare, alla corretta acustica, alla buona illuminazione.
L'interno della cupola è nascosto da un soffitto a calotta ribassata percorso da una rete metallica dorata, il cui disegno allude fortemente a una sorta di firmamento celeste.

### Sede dellaKaiserlich-Königliche Postsparkasse

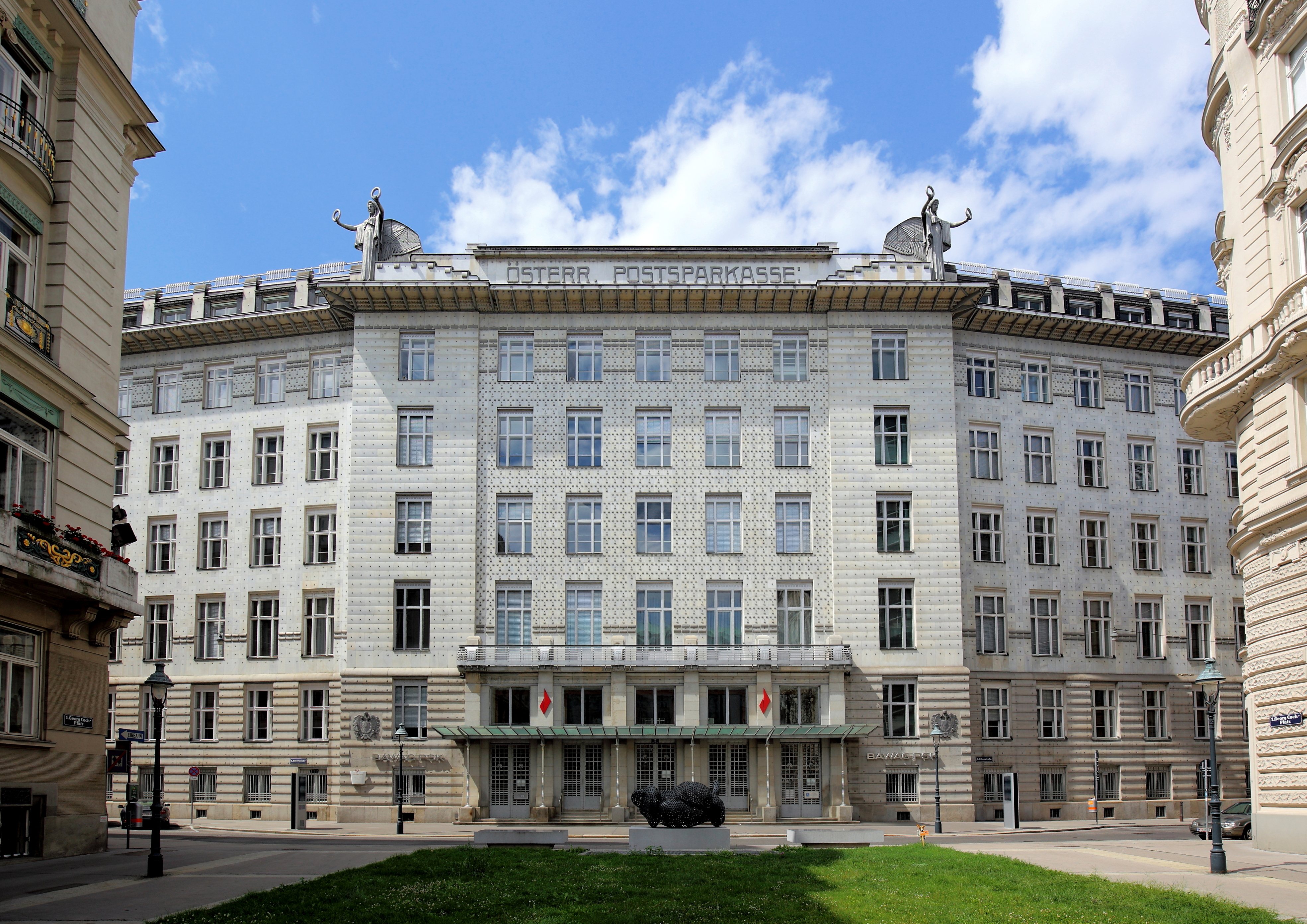
La sede dell'odierna Österreichische Postsparkasse a Vienna

Nel 1903 Wagner vince il concorso per la Kaiserlich-Königliche Postsparkasse (Banca postale imperial-regia) in Georg-Coch-Platz a Vienna.

La costruzione inizia nel 1904 ma i lavori sono sospesi nel 1906, riprendono nel 1910 e terminano finalmente nel 1912.
La pianta è a forma trapezoidale e la particolarità è che i servizi si distribuiscono nelle zone perimetrali, mentre l'interno è occupato, al centro da un blocco con gli ambienti aperti al pubblico, e tutto intorno è circondato da quattro cortili interni.

Questo edificio è stato realizzato attraverso l'uso di materiali moderni come il marmo, il granito e rivestimenti in vetro nero o bianco le cui lastre sono fissate alle pareti con una fitta trama di chiodi con le teste in alluminio. Allo stesso modo anche il soffitto è completamente vetrato ed è sospeso tramite cavi di acciaio a una struttura metallica esterna.
Sopra il tetto sono situate due statue che stanno a simboleggiare il consumo e il risparmio.
La realizzazione di questa sede bancaria risponde così ai canoni moderni di funzionalità, economicità, flessibilità e luminosità.

## Progetti non realizzati
Nonostante le grandi opere portate a termine da Wagner, ne esistono anche molte che sono rimaste progetti su carta e non sono mai state realizzate come ad esempio: Artibus, il piano regolatore di Vienna e l'Accademia delle Belle Arti.

### Artibus
Nel 1880 Otto Wagner disegna quattro tavole che rappresentano un'ideale città delle arti che lui chiama “Artibus”.
Il progetto ha quindi un'ubicazione fantastica, idealmente collocata dall'architetto davanti a un grande specchio d'acqua e interamente costeggiata da un fiume che, dalla collina, raggiunge il mare.

Il centro della città è occupato dal cosiddetto “Pantheon delle arti”, un organismo centrico cupolato, alle sue spalle il foro, e ancora dietro due grandi scalinate si arrampicano lungo il pendio della collina, dove si trova una Gloriette, cioè un ampio colonnato che sovrasta la città.
Nel progetto Artibus coesistono una molteplicità di forme derivate da diversi stili storici: antico, rinascimento, barocco italiano e austriaco; inoltre all'interno di Artibus è inserita anche una struttura in metallo e vetro che funge da elemento di collegamento alle tecnologie del presente all'interno di questo progetto che guarda al passato.

### Piano regolatore
Nel 1892 viene bandito dall'amministrazione comunale un concorso per l'elaborazione del nuovo piano regolatore di Vienna che viene vinto da Otto Wagner grazie a un progetto contrassegnato dal motto Artis sola domina necessitas.
Il progetto si basa sull'espansione della città a partire dal centro, prolungando le direttrici radiali e costruendo venti di quelli che lui chiama Stellen o Centri di Distretto, dotati di tutte le infrastrutture e dei servizi necessari in una moderna metropoli.
Fondamentale per una città così grande è quindi la pianificazione e la creazione di una fitta rete di trasporti pubblici attraverso ampie e rettilinee strade: questa sarà l'unica parte del progetto portata a termine attraverso la costruzione della rete ferroviaria.

### Accademia di Belle Arti
Nel 1894 Wagner diviene professore e direttore dell'Accademia di belle arti di Vienna.
Wagner ha modo di rendersi conto dell'inadeguatezza della struttura dell'istituto e propone un progetto per una nuova sede dell'Accademia a Donbach, nella periferia di Vienna.

Il progetto divide l'istituto in due blocchi adiacenti: la sede principale con le aule e alle sue spalle un'area verde suddivisa a scacchiera e puntellata dai padiglioni degli atelier.
Nonostante il successo riscosso il progetto non viene realizzato e così Wagner presenta nel 1910 una revisione del progetto, ma anche quest'ultima sarà destinata a rimanere sulla carta.

## Altre opere
- Villa Epstein, Baden (1867)
- Sinagoga della comunità ortodossa di Budapest (1868)
- Edificio residenziale in Schottenring 23, Vienna (1877)
- ricostruzione del Dianabad, Vienna (1878)
- Edificio residenziale in Stadiongaße 6, Vienna (1882)
- Edificio residenziale in Lobkowitzplatz 1, Vienna (1884)
- Magazzini Neumann, Vienna (1893)
- Edificio per abitazioni e negozi Zum Anker, Vienna (1894)
- Schemerlbrücke (Ponte Schemerl), Vienna (1894)
- Diga di Nußdorf (1898)
- Sala dei telegrafi del quotidiano “Die Zeit”, Vienna (1902)
- Chiusa di Kaiserbad (1904)
- Casa di cura per malati di lupus, Vienna (1908)
- Edificio residenziale tra Neustiftgaße e Dӧblergaße, Vienna (1909)
- Seconda villa Wagner (1912)

## Pubblicazioni
- (DE) Die Groszstadt. Eine Studie über diese, Vienna, 1911.[4]
- (DE) Wien nach dem Kriege, Morgenblatt, 1917. URL consultato il 31 maggio 2014.
- (DE) Eigene Skizzen, Projekte und ausgeführte Bauwerke, Tubinga, 1987  [1899], ISBN 3-8030-0143-9.
- (DE) Eva Winkler (a cura di), Die Baukunst unserer Zeit. Dem Baukunstjünger ein Führer auf diesem Kunstgebiete, Vienna, 2008  [1914], ISBN 978-3-902517-77-7. Edizione inglese: (EN) Harry F. Mallgrave (a cura di), Modern Architecture: A Guidebook for His Students to This Field of Art, Santa Monica, Getty Center for the History of Art and the Humanities, 1988, ISBN 0-226-86938-5.